# Alérgico (Fan Edition)
Alérgico (Fan Edition) —en español: Alérgico (Edición Fan)— es el primer extended play (EP) de la cantante mexicana Anahí. Fue lanzado únicamente en Estados Unidos el 9 de noviembre de 2010, y está compuesto de cuatro canción inéditas «Pobre tu alma», «Ni una palabra», «Aleph» y «Alérgico», además de dos de los sencillos del álbum Mi delirio, «Mi delirio» y «Me hipnotizas».
La portada del álbum muestra un primer plano de Anahí sosteniéndose el cabello, utilizando un vestido negro y joyas.[ Dicha fotografía fue tomada por el fotógrafo mexicano Uriel Santana. La portada utilizada fue la misma de su disco Mi delirio deluxe lanzado en Latinoamérica.

## Antecedentes y composición
El 22 de noviembre de 2010 se lanzó a la venta Mi delirio (Deluxe Edition) que contiene cuatro canciones inéditas, en Estados Unidos se decidió lanzar en su lugar un EP, más tarde fue lanzado en Puerto Rico y en países de Europa y Asia.
El 4 de julio de 2010, Anahí en su Twitter, en respuesta a Noel Schajris comenta «mándales miles de abrazos y besos!!!! :) esta quedando incre! Ya te mandaremos algo de sorpresa!». El mismo día el cantautor Noel Schajris comparte en su Twitter oficial «Alérgico..coming soon..jaja..(generando suspenso)», a lo que la cantante responde «generando gritos en el estudio!!!! :)». El 7 de septiembre de 2010 lanza en su cuenta oficial AnahiChannelOne la canción «Alérgico», tercer sencillo oficial incluido en "Mi Delirio Edition Deluxe" y "Alérgico (Fan Edition) - EP". Se estrenó en las radios la primera semana de octubre. Y el 19 de este mismo se lanzó en descarga digital debutando en el primer lugar de descargas y siendo la segunda canción más tocada en México. Fue compuesta por Anahí, Ana Mónica Velez y Noel Schajris, producida por este último. En 2011 es nominada a los Premios Juventud como canción corta-venas.

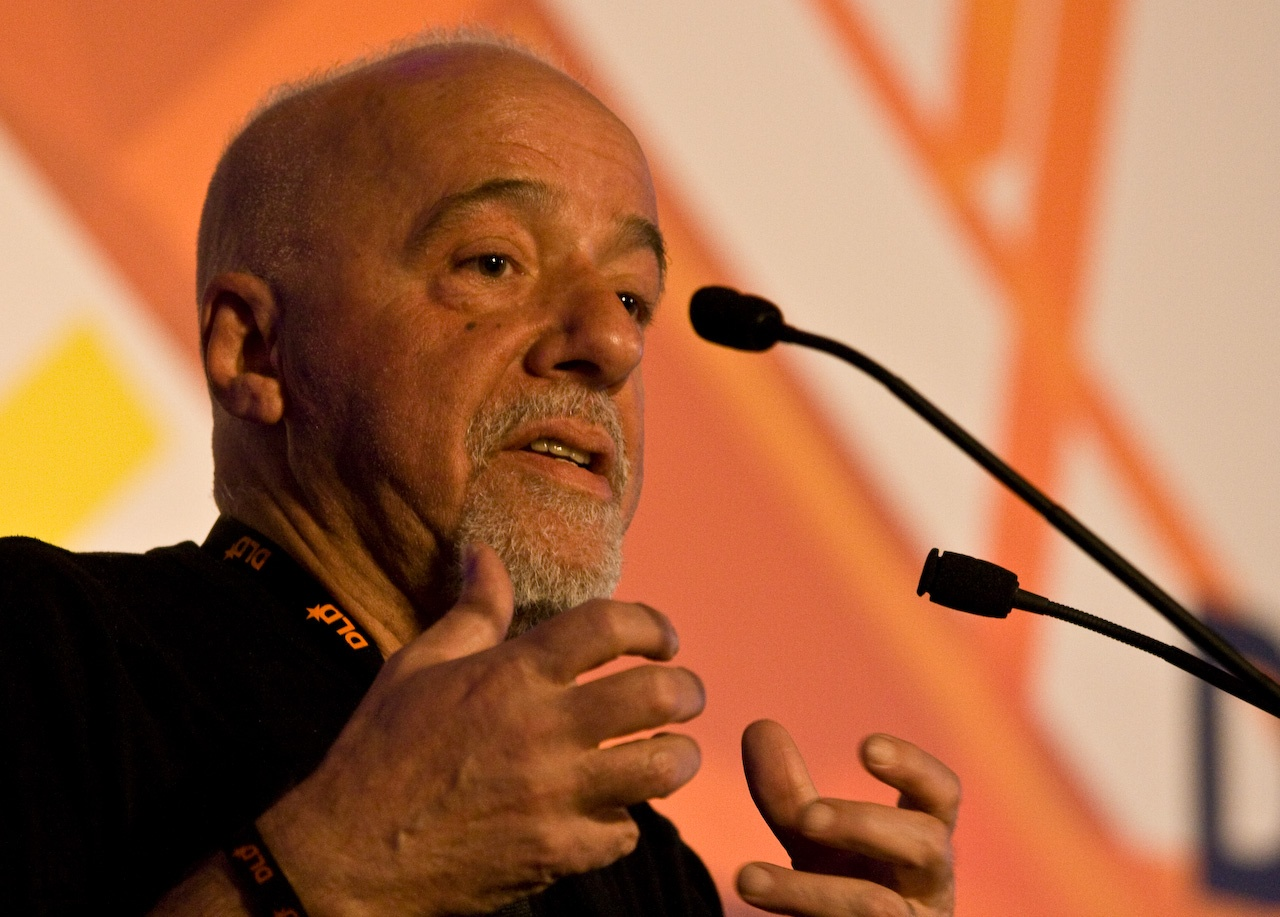
«Aleph» fue escrita para el libro del escritor Paulo Coelho, O Aleph.

El 6 de julio de 2010, Anahí sube un video en su cuenta oficial en Youtube que muestra la composición de «Aleph», la cual escribió junto a Mario Sandoval. Fue el cuarto sencillo promocional, publicado el 14 de julio de 2010. Anahí hizo la canción basada en el libro "O Aleph", escrito por Paulo Coelho. Anahí comentó sobre la canción en una entrevista con la revista estadounidense Para Todos argumentando: «Imagínate, un sueño hecho realidad. Paulo Coelho siempre ha sido mi maestro, mi guía. Conocerlo, escucharlo, conversar con él, ha sido un regalo de mis fans maravilloso, porque él me buscó gracias a los fans. Hacer una canción inspirada en su libro fue tan mágico como mi encuentro con él. Estoy muy orgullosa de haber hecho esto, y es algo que siempre llevare en mi corazón». El 16 de julio de 2010 Coelho sube a su blog oficial un enlace de la canción. El 23 de octubre de 2010 el escritor, a través de su blog oficial, agradece a Anahí y a sus fanes el apoyo a su libro, expresando «Anahi y sus fans han demostrado un inmenso cariño por mi nuevo libro. Gracias de nuevo a ambos», agregando «Fue con gran alegría que escribí un artículo para la edición de lujo de "Mi Delirio", el cual saldrá a la venta en todo el mundo el 23 de noviembre». Más tarde la cantante mostró la parte interna de su disco, durante una entrevista con Terra, dejando ver la carta escrita por Coelho, incluida tanto en la edición deluxe como en el EP, junto a una foto de ambos en su encuentro en Ginebra, sobre lo que argumentó «esta en portugués, por que yo no quise traducirlo, sabes por que las palabras y la cosa cambia mucho entonces yo quería ahí su esencia, aparte lo escribió el 7 de agosto de 2010, que estábamos en Ginebra, y donde nos tomamos esta foto, ahí lo escribió, no se para mi era importante que estuviera tal cual él lo puso». El 8 de agosto de 2011, la cantante comparte el enlace de la canción subida en la página del escritor.
El 9 de noviembre de 2010 publica en su cuenta en Youtube la canción «Ni una palabra», escrita por Rudy Maya y Claudia Brant. El 25 de noviembre de 2010, durante una entrevista con Terra, Anahí anunció que habría un quinto sencillo del disco, sería «Pobre tu alma». Finalmente no fue lanzado, siendo «Para qué» el último sencillo del disco.

## Lista de canciones
| Alérgico (Fan Edition) - EP |                  |                                               |          |  |
| N.º                         | Título           | Escritor(es)                                  | Duración |  |
| 1.                          | «Alérgico»       | Anahí, Noel Schajris                          | 3:55     |  |
| 2.                          | «Me hipnotizas»  | Gloria Treviño                                | 3:51     |  |
| 3.                          | «Pobre tu alma»  | Anahí, Claudia Brant                          | 3:18     |  |
| 4.                          | «Mi delirio»     | Anahí, Miguel Blas, Gil Cerezo, Ulises Lozano | 3:13     |  |
| 5.                          | «Ni una palabra» | Rudy Maya, Claudia Brant                      | 2:48     |  |
| 6.                          | «Aleph»          | Anahí, Mario Sandoval                         | 4:15     |  |
| 21:20                       |                  |                                               |          |  |

## Historial de lanzamiento
| Región         | Fecha                  |
| -------------- | ---------------------- |
| Estados Unidos | 9 de noviembre de 2010 |
| Reino Unido[   | 7 de diciembre de 2010 |
| Alemania[      | 7 de diciembre de 2010 |
| Francia[       | 7 de diciembre de 2010 |
| Japón          | 7 de diciembre de 2010 |
| Finlandia      | 7 de diciembre de 2010 |
| Dinamarca      | 7 de diciembre de 2010 |

## Créditos y personal
Créditos por Alérgico (Fan Edition), fuente Allmusic:
| - Anahí – compositora, voz principal - Noel Schajris – compositor - Rob Fusari – compositor, productor - Mario Sandoval – compositor - Claudia Brant – compositora - Rudy Maya – compositora - Miguel Blas – compositor - Gil Cerezo, Ulises Lozano – compositores, productores | - Gloria Treviño – compositora - Andy Zulla en Sound Decision – Mixing - Fabrizio Simoncioni – Mixing - María Valle Castañeda, Sergio Rodríguez – Violonchelo - Enrique "Bugs" Gonzáles – Batería - Ricardo David, Ulises Manuel Gómez Pinzón, Orozco Buendía – Viola - López Pérez, Arturo Fonseca Miquel, Alan Lerma, Jesús De Rafael, José Del Águila Cortés – Violín |